# Río Iro
Río Iro este o arie protejată (arie specială de conservare — SAC, sit de importanță comunitară — SCI) din Spania întinsă pe o suprafață de 273,84 ha, integral pe uscat.

## Localizare
Centrul sitului Río Iro este situat la coordonatele 36°24′32″N 6°02′11″W / 36.409°N 6.0364°V.

## Înființare
Situl Río Iro a fost declarat sit de importanță comunitară în decembrie 2000 pentru a proteja 4 specii de animale. Situl a fost protejat și ca arie specială de conservare în martie 2015.

## Biodiversitate
Situată în ecoregiunea mediteraneană, aria protejată conține 6 habitate naturale: Păduri de Olea și Ceratonia, Galerii și tufărișuri riverane sudice (Nerio-Tamaricetea și Securinegion tinctoriae), Tufărișuri termo-mediteraneene și de pre-deșert, Dehesas cu Quercus spp. perene, Galerii de Salix alba și de Populus alba, Pseudostepă cu ierburi și specii anuale de Thero-Brachypodietea.
La baza desemnării sitului se află mai multe specii protejate:
- mamifere (1): vidră de râu (Lutra lutra)
- nevertebrate (2): Apteromantis aptera, croitorul mare al stejarului (Cerambyx cerdo)
- pești (1): Aphanius baeticus

Pe lângă speciile protejate, pe teritoriul sitului au mai fost identificate 1 specie de amfibieni.